# 103739 Higginbotham
103739 Higginbotham è un asteroide della fascia principale. Scoperto nel 2000, presenta un'orbita caratterizzata da un semiasse maggiore pari a 2,6382787 au e da un'eccentricità di 0,0630483, inclinata di 7,71779° rispetto all'eclittica.